# Косенко Борис Григорович
Косенко Борис Григорович (нар. 16 квітня 1936, с. Дейманівка, нині Срібнянського району Чернігівської області — пом. 28 грудня 2003, м. Тернопіль) — український господарник, державний діяч. Заслужений працівник сільського господарства України (2002). 3 ордени Трудового червоного прапора, медалі СРСР й України. Депутат Тернопільської обласної і районної рад.

## Життєпис
Закінчив Харківський сільськогосподарський інститут (1960, нині аграрний університет). Працював агрономом Борщівської районної сільськогосподарської інспекції, головним агрономом дослідно-показного господарства «Україна», головою правління колгоспу «Зоря» того ж району.
Від 1970 — начальник управління сільського господарства Борщівського райвиконкому, від 1973 — 1-й заступник голови Тернопільського облвиконкому, від 1974 — начальник управління сільського господарства облвиконкому, згодом — Тернопільського райвиконкому. 1984—1992 — голова Тернопільського райвиконкому, 1992—1994 — начальник державної інспекції з карантину рослин у Тернопільській області. Від 14 лютого до 9 грудня 1994 — представник Президента України в Тернопільській області.
Голова Тернопільської обласної ради (26 червня 1994 — 26 листопада 1996); голова ОДА (11 липня 1995 — 6 вересня 1996). Згодом очолював державну інспекцію з карантину рослин в області. Одружений. Дружина — Косенко Тетяна Федорівна. Діти — Косенко Сергій Борисович, Ярмошевич (Косенко) Оксана Борисівна. Онуки — Пеньківська (Косенко) Тетяна Сергіїна, Рибінська (Косенко) Олена Сергіївна, Косенко Анна Сергіївна, Косенко Марія Сергіївна, Ярмошевич Борис Вікторович.